# Cidaroidea (superfamilie)
De Cidaroidea zijn een superfamilie van zee-egels uit de orde Cidaroida.

## Families
- Cidaridae Gray, 1825
- Ctenocidaridae Mortensen, 1928
- Paurocidaridae Vadet, 1999 †